# Damernas lagtävling i florett vid olympiska sommarspelen 1980
Damernas lagtävling i florett i de olympiska fäktningstävlingarna 1980 i Moskva avgjordes den 26–27 juli.

## Medaljörer
| Event        | Guld | Silver | Brons                                                                                   |
| Florett, lag | Frankrike Brigitte Latrille-Gaudin Pascale Trinquet Isabelle Begard Veronique Brouquier Christine Muzio | Sovjetunionen Valentina Sidorova Nailja Giljazova Jelena Novikova-Belova Irina Usjakova Larisa Tsagarajeva | Ungern Ildikó Schwarczenberger Magda Maros Gertrúd Stefanek Zsuzsanna Szőcs Edit Kovács |

## Laguppställningar
| Kuba - Margarita Rodríguez - Marlene Font - María Esther García - Clara Alfonso Östtyskland - Mandy Niklaus - Gabriele Janke - Sabine Hertrampf - Beate Schubert Frankrike - Pascale Trinquet-Hachin - Brigitte Latrille-Gaudin - Christine Muzio - Isabelle Boéri-Bégard - Véronique Brouquier | Storbritannien - Susan Wrigglesworth - Ann Brannon - Wendy Ager-Grant - Linda Ann Martin - Hilary Cawthorne Ungern - Magda Maros - Edit Kovács - Ildikó Schwarczenberger-Tordasi - Zsuzsa Szőcs - Gertrúd Stefanek Italien - Dorina Vaccaroni - Anna Rita Sparaciari - Susanna Batazzi - Carola Mangiarotti - Clara Mochi | Polen - Delfina Skąpska - Agnieszka Dubrawska - Jolanta Królikowska - Barbara Wysoczańska - Kamilla Składanowska Rumänien - Ecaterina Stahl-Iencic - Marcela Moldovan-Zsak - Viorica Ţurcanu - Suzana Ardeleanu - Aurora Dan Sovjetunionen - Valentina Sidorova - Nailja Giljazova - Jelena Novikova-Belova - Irina Usjakova - Larisa Tsagarajeva |